# ヘルベルト・フォン・カラヤン
ヘルベルト・フォン・カラヤン（Herbert von Karajan, ドイツ語: [ˈhɛɐbɛɐt fɔn ˈkaraˌjan] ( 音声ファイル), 1908年4月5日 - 1989年7月16日）は、オーストリア＝ハンガリー帝国、ザルツブルク公国ザルツブルク生まれの指揮者。
1955年より1989年までベルリン・フィルハーモニー管弦楽団の終身指揮者・芸術監督を務め、一時期それと同時にウィーン国立歌劇場の総監督やザルツブルク音楽祭の芸術監督などのクラシック音楽界の主要ポストを独占し、多大な影響力を持つに至った。20世紀のクラシック音楽界において最も著名な人物のひとりであり、日本では「楽壇の帝王」と称されていた。また、その独自の音楽性と自己演出は「魔術師カラヤン」「カラヤン美学」などと謳われ時代の寵児にもなった。

## 人物・来歴

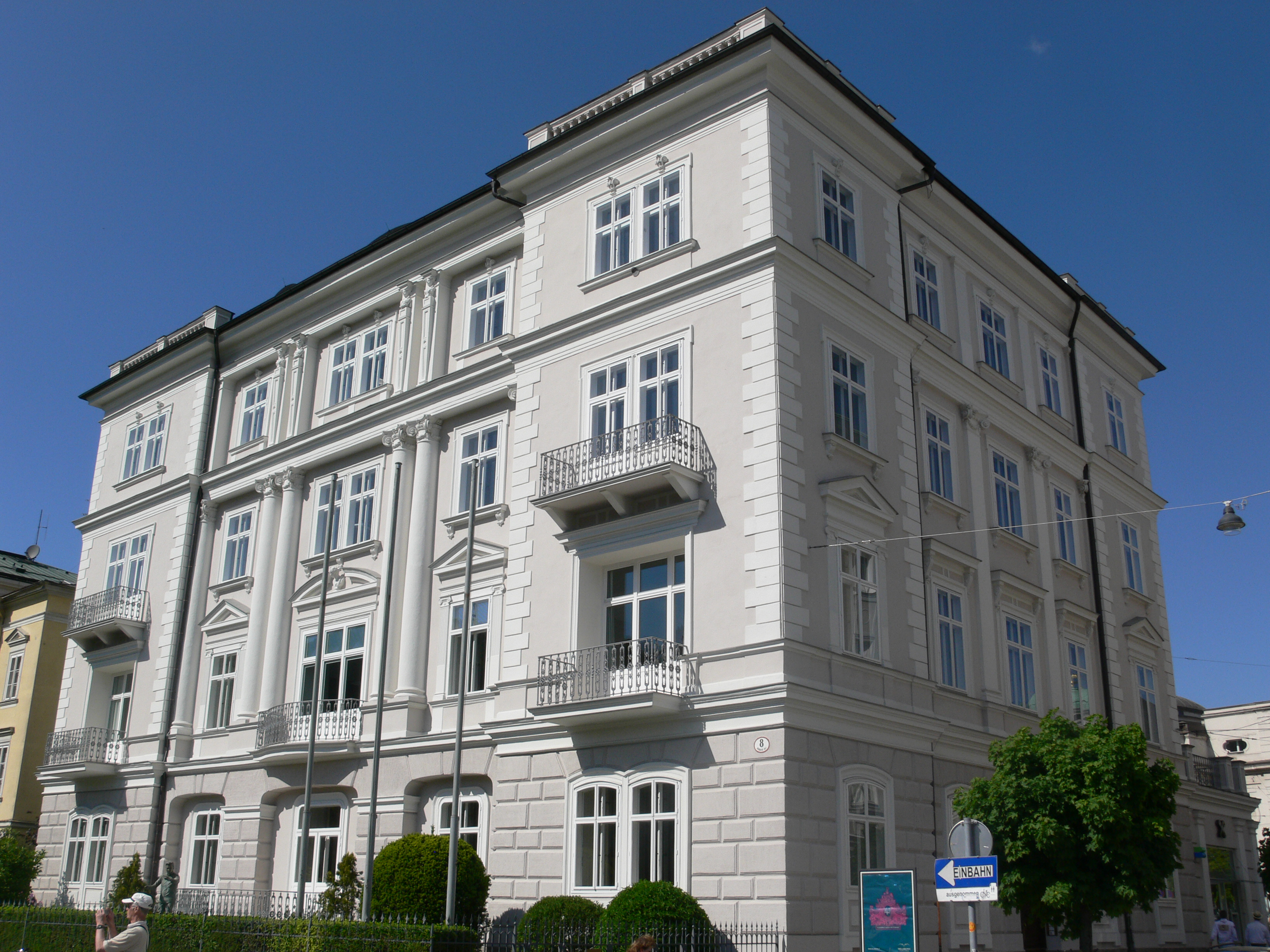
オーストリア・ザルツブルクにあるカラヤンの生家

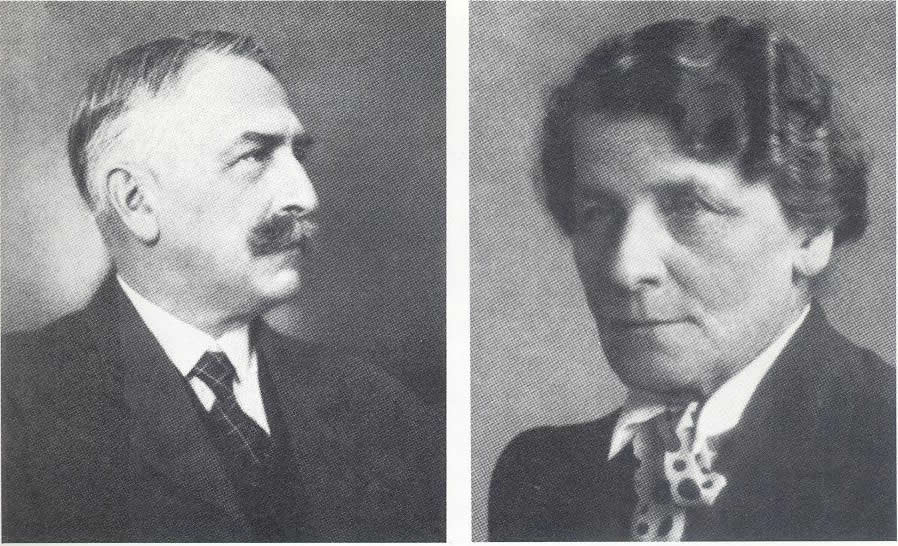
父・エルンスト（1868-1951）と母・マルタ（1881-1954）

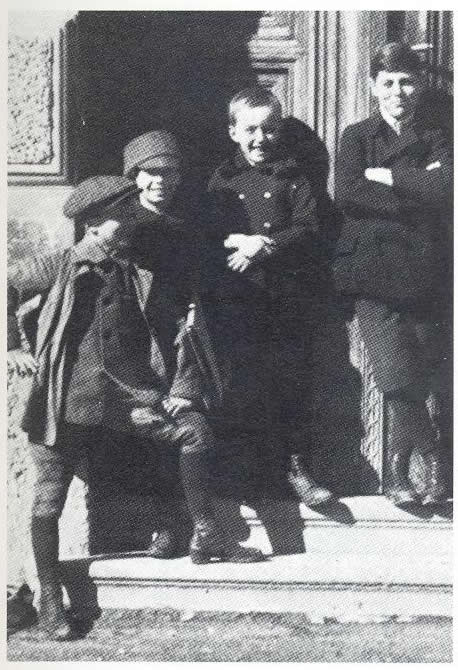
兄・ヴォルフガング、2人の友人とともに写る幼少期のカラヤン

カラヤンは1908年にザルツブルク公国のザルツブルクで、騎士 (Ritter) の子として生まれた。兄のヴォルフガング・フォン・カラヤン（1906年 - 1987年）も後に音楽家になっている。先祖は東ローマ帝国に仕えたギリシャ人のカラヤニス家（Karaiannis, Caragianni）の出身であるといわれているが、ギリシャ化したアルメニア人（スラブ系マケドニア人の説もあり）だという説もある。カラヤンのカラはテュルク語で「黒」を意味するが、バルカン言語地域ではその語は存在しない。アルーマニア人（中世の東ローマ帝国時代にギリシャ北部、マケドニアなどの山岳部に住んでいた、ラテン語系統の言語を話す少数民族。ヴラフ人とも呼ばれ、ルーマニア人の先祖ではないかともいわれる）の子孫という説もある。高祖父のゲオルク・ヨハネス・カラヤニスは現在のギリシャ共和国のコザニに生まれて1767年にウィーンへ向けて出発し、最終的にはザクセン選帝侯領のケムニッツに定住した。ゲオルク・ヨハネスは兄弟と共にザクセンの服飾産業の世界で成功し、選帝侯フリードリヒ・アウグスト3世に仕えて1792年6月1日に爵位を受け、貴族の称号である「フォン」を添えてvon Karajanという苗字になった。ヘルベルトの母方はスロヴェニア人の家系であり、民族的にはスラヴ人の血を引いている。カラヤン自身は、自らがオーストリア人であることを強く自認していた。出生名はHeribert Ritter von Karajan（ヘリベルト騎士フォン・カラヤン、騎士ヘリベルト・フォン・カラヤン）だが、1919年、オーストリア・ハンガリー帝国の終結に伴う貴族制度の廃止により「騎士」「フォン」が外され、以降のオーストリアでの公式名（官公庁の証明書など）はヘリベルト・カラヤン（Heribert Karajan：母音のiが入るのはスロヴェニア系の特徴）。芸術活動を行う上でカラヤン自身が出生名（フォン入り）にこだわり、芸名（芸術家名）として「ヘルベルト・フォン・カラヤン」 (Herbert von Karajan) を名乗ることを官憲に認めさせた経緯がある。
ザルツブルクのモーツァルテウム音楽院とウィーン音楽院で学んだ後、親の買い上げたオーケストラによりザルツブルクでデビュー。ドイツのウルム市立歌劇場の総監督から誘いが来て、1929年に『フィガロの結婚』でオペラ指揮者として脚光を浴びた。
1933年4月8日、ザルツブルクにおいて当時オーストリアでは非合法政党だったナチスへの入党手続きをとった。ナチスの党員簿によると、最初の入党後カラヤンは行方不明扱いとされ、最初の党員番号は抹消されており、同年5月1日にウルムで再入党している。当時のことを後年「私にとってナチス党員になることはスキークラブの会員になる程度の感覚だった」と述懐している。戦後の非ナチ化審理の際、カラヤンは1935年、アーヘン市立歌劇場のポスト就任と同時に入党と申告しているが、この時、総監督に就任することの条件としてナチスに入党を求められたという説もある。なぜ非ナチ化委員会でカラヤンの申告が不問にされたかは謎に包まれている。ただし、リチャード・オズボーン著の伝記では「戦後の時代に誤った情報が多く流された」とされており、議論の前提となる資料に多くの誤りがあったと述べられている。
1938年のベルリン国立歌劇場におけるヴァーグナーの『トリスタンとイゾルデ』の指揮はタブロイド紙の B.Z. am Mittag において "Wunder Karajan" (日本語では「奇跡のカラヤン」「魔術師カラヤン」などと訳される）と音楽評論家のエドヴィン・フォン・デア・ニュルに称賛された。ただしこの評論の実際の著者は、ヴィルヘルム・フルトヴェングラーを犠牲にしてカラヤンのキャリアを促進しようとしていたベルリン国立歌劇場総監督のハインツ・ティーティエンだったされている。これにより、翌1939年にはベルリン国立歌劇場およびベルリン国立管弦楽団の指揮者の地位を得るとともに、イタリアのミラノ・スカラ座でオペラを指揮することとなった。

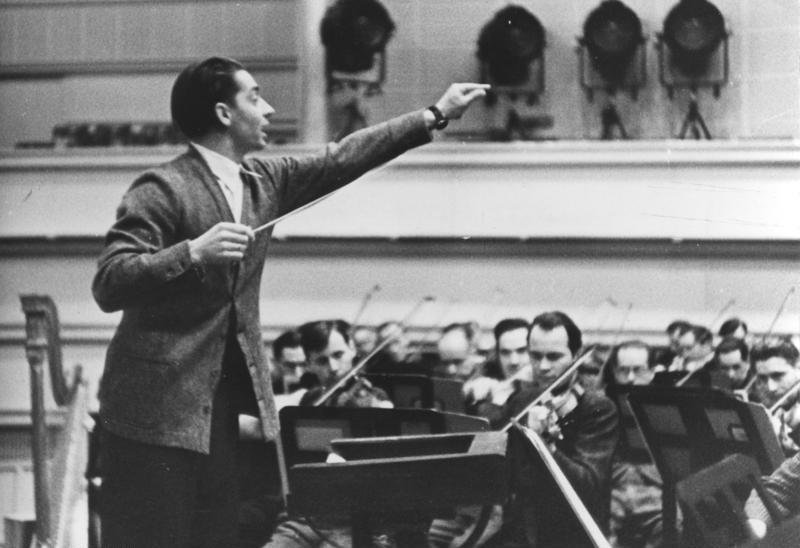
1941年

カラヤンは戦前期、ベルリン国立歌劇場管弦楽団をオペラ、コンサートあわせて、130回以上指揮しており、録音も一定数残している。これはウルム、アーヘンを大幅に上回る数字であり、戦後のウィーン交響楽団、フィルハーモニア管、ウィーン・フィル、ベルリン・フィルに匹敵する蜜月関係であった。ただし、戦後、同歌劇場が東ドイツに属してからは、同歌劇場がおおむね西ドイツ人やオーストリア人を音楽監督に戴いていたにもかかわらず、一度も振る機会はなかった。
1946年、ウィーン・フィルハーモニー管弦楽団との第二次世界大戦後初の演奏会の後、戦時中ナチスの党員であったことを理由に、ソビエト連邦の占領軍によって公開演奏停止処分を受けた。しかし、翌1947年には再び処分保留となった。
1948年にウィーン交響楽団の首席指揮者、翌1949年にウィーン楽友協会の音楽監督に就任。また、イギリスのレコード会社EMIの録音プロデューサーのウォルター・レッグの元で、フィルハーモニア管弦楽団との演奏活動およびレコード録音も盛んに行うようになった。1951年、戦後再開したバイロイト音楽祭の主要な指揮者として抜擢される。しかし、翌年には音楽祭を主催するヴィーラント・ワーグナーと演出を巡って対立。この後、ヴィーラントの死後もバイロイト祝祭劇場に戻ることはなかった。この時期、ウィーン・フィルおよびウィーン国立歌劇場とも断絶状態となっている。
1954年11月、ドイツ音楽界に君臨していたヴィルヘルム・フルトヴェングラーが急逝したことで、翌1955年にフルトヴェングラーとベルリン・フィルハーモニー管弦楽団とのアメリカ演奏旅行の代役を果たし成功をおさめ、この旅行中にベルリン・フィルの終身首席指揮者兼芸術総監督に就任、1989年まで34年もの長期間この地位にとどまった。戦後、フルトヴェングラーの死までカラヤンは同団の指揮台に2～3回しか登場しておらず、急転直下の就任であった。
1957年には同楽団と初の日本演奏旅行を行う（カラヤン自身は1954年、NHK交響楽団を指揮するため単身来日していた）。日本公演ではワーグナーの『トリスタンとイゾルデ』の「前奏曲と愛の死」やブラームスの交響曲第1番などが特に評価され、日比谷公会堂の客席からはすすり泣きさえ聞かれたという。
1956年にはウィーン国立歌劇場の芸術監督に就任した。ベルリンとともに、世界の人気を二分する両オーケストラを同時にたばねることになり（しかも加えてミラノ・スカラ座でも重要な位置を占めていた）、このころから「帝王」と呼ばれ始める。残された録音が少ないために忘れられがちであるが、この時期を中心にウィーン交響楽団への登場も非常に多い。演奏会としてはフィルハーモニア管弦楽団の倍以上、150回に及び、これはベルリン・フィルに次ぐ数字である。同団とは姉妹関係にあるウィーン楽友協会合唱団との共演による声楽曲（バッハの『マタイ受難曲』や『ミサ曲 ロ短調』ベートーヴェンの『ミサ・ソレムニス』など）やブルックナーがこのコンビの得意レパートリーであった。特にバッハの2曲は同団と離れた60年代以降は演奏会で取り上げなることがなくなっており、ベルリンフィルとのスタジオ録音を1回ずつ行っただけである。
ウィーン国立歌劇場のポストは総支配人のエゴン・ヒルベルトと対立した結果、1964年に辞任した。以後十数年、ウィーン・フィルとは一部のレコーディングとザルツブルク音楽祭のみでの関係となる。1950年代からはスカラ座でも主要な指揮者として活躍していた（当初はドイツ・オペラ担当、のちイタリア・オペラも指揮）。1964年12月17日にスカラ座での『椿姫』の上演が完全に失敗したため、以後スカラ座では『椿姫』の上演を封印することとなった（カラスの呪い）。このころから健康問題の不調に悩まされるようになりながらも、世界中でおびただしい回数の演奏旅行を行った。ウィーン離任後はベルリン・ドイツ・オペラにも一度登場するが、この関係は継続されず、以後彼のオペラ活動は歌劇場よりも音楽祭が中心となっていく。
1965年には映画監督アンリ＝ジョルジュ・クルーゾーとともにコスモテル社を設立して、クラシック音楽の映像化事業にも着手している。1967年には、自らの理想に沿うワーグナーのオペラの上演をめざして、ザルツブルク復活祭音楽祭を創設。この音楽祭を契機としてベルリン・フィルがオペラのオーケストラ・ピットに入るようになった。1972年にはベルリン・フィルとともに3度のコンサートを行い、ザルツブルク聖霊降臨祭音楽祭をも創設し、自ら音楽監督に就任した。1972年、ベルリン・フィル団員の養成を目的としたオーケストラ・アカデミー、いわゆるカラヤン・アカデミーを創設。1982年には、自身の映像制作会社テレモンディアルをモンテカルロに設立、ベートーヴェン交響曲全集をはじめとする、主要レパートリーの映像化にも着手した。

1977年

四半世紀にわたり、カラヤンとベルリン・フィルは良好な関係を維持したが、1983年、女性クラリネット奏者ザビーネ・マイヤーの入団を巡り、加入を認めないベルリン・フィルと対立した。その激しい軋轢は新聞種にもなり、ベルリン・フィルの芸術監督辞任の噂もささやかれたが、翌年和解に至る（結局マイヤーは自ら正式入団を辞退した）。晩年を迎えたカラヤンはこの騒動の後、ベルリン・フィルからの離反を強め、もう一つのヨーロッパを代表する楽団であるウィーン・フィルとの結びつきをより深めていくことになる。1988年、ドイツの雑誌『デア・シュピーゲル』は「お金の魔術師」というタイトルでカラヤン批判の特集記事を組んだ。その内容とは、コロンビア・アーティスト・マネージメントがカラヤンとベルリン・フィルの台湾への演奏旅行の条件として法外な出演料と、カラヤンとウィーン・フィルとの演奏フィルムの購入を台湾側に要求したというものだった。このスキャンダルに加え、カラヤンのベルリンでの演奏回数が減っていたという事情も手伝って、カラヤンへの批判が噴出した。ベルリン・フィルや西ドイツの議会野党からも退任を求める声が高まった。
1989年4月24日（ウィーン・フィルとの演奏会出演の翌日）に、健康上の理由でベルリン・フィルの芸術監督と終身指揮者を辞任した。7月16日、当時ソニーの社長だった大賀典雄がカラヤンの自宅を訪ねた時、カラヤンは「左胸のあたりが調子悪いから、自宅の温水プールで泳いだ」と語った。大賀は、カラヤンに次世代のデジタルビデオ・カメラを出来るだけ早く納品する約束と、カラヤンがレーザーディスクでの発売しか認めていなかったレガシー・シリーズの映像作品を8ミリのソフトで発売しないかという営業に来ていた。エリエッテ夫人がシャワーを浴びている時に、カラヤンが突然ぐったりとなり、大賀の腕に抱かれたまま心肺停止の状態になった。緊急のヘリコプターが呼ばれたが、そのまま帰らぬ人となった（すでに手遅れとなり、間もなく死亡が確認された）。それは、カラヤンがDGからソニーに移籍する直前の死去だった。満81歳没（享年82）。
移籍に当たっては、そのテストケースとしてカルロ・マリア・ジュリーニを先にソニーへ送り込み、また「カラヤンの耳」とも喩えられたレコーディング・エンジニアのギュンター・ヘルマンスも送り込んでいた。
辞任したベルリン・フィルとの最後のコンサートは、ザルツブルク復活祭音楽祭でのヴェルディの『レクイエム』、生涯最後の録音と演奏会は、ウィーン・フィルとのブルックナーの交響曲第7番だった。カラヤンは逝去する前日にザルツブルク祝祭大劇場で、この年の夏のザルツブルク音楽祭でプレミエを迎えるヴェルディのオペラ『仮面舞踏会』のリハーサルを行っていた。この突然の死がなければ、ウィーン・フィルと自身のレパートリーの新録音・再録音に着手し、また1991年には10年ぶりにウィーン国立歌劇場に復帰する予定だったともいわれている。
カラヤンは指揮者の職業病とも言える脊椎の持病に悩まされ続け、生涯に12回もの大手術を受けた。1978年には脳梗塞に見舞われ（『家庭交響曲』のリハーサル中、落とした指揮棒を取ろうとしたのが発作のきっかけであった）、その際指揮台に腰を強打したことなども追い討ちをかけて、最晩年は歩行も厳しいほど身体のコントロールを失うことになった。1986年以降のカラヤンは指揮台の柵につけられたサドル状の特製の椅子に座って指揮し、長年目をつぶって指揮していたオーケストラのみの曲でも1983年ごろからは目を開いて指揮することが多くなった。

## 音楽

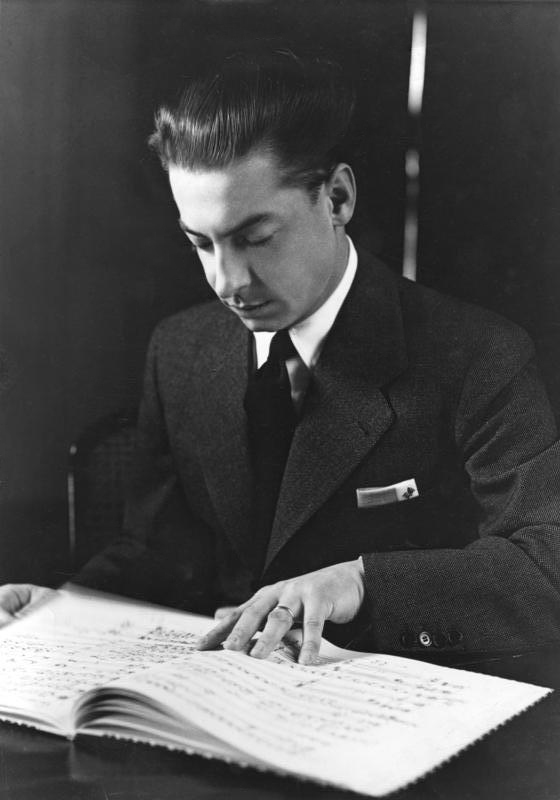
楽譜を読むカラヤン（1938年）

指揮棒を振るカラヤン（1972年）

カラヤンには、公私ともに彼特有の美学（美意識）があり、またそれに対しての徹底的な追求と執着があった。同じく戦後派の指揮者カール・ベームは、カラヤンは自分の求める響きが出るまで辛抱強く楽団員を説得していたと述べている（ベームは正反対）。レガートを徹底的に使用し、高弦を鋭くさせ、（1960年代後半から）コンサートマスターを2人おき、コントラバスを最大10人と大型化することにより、オーケストラの音響的ダイナミズムと、室内楽的精緻さという相反する要素の両立を実現した。どんなに金管が鳴っていても、内声や弦パートがしっかり鳴っていなければならないことや、低音パートがいくらか先に音を出すことなどを要求した。ライナー・ツェペリッツ（ベルリン・フィルの首席コントラバス奏者）は当時「（オーケストラが）これほどまでの音楽的充実感、正確性を追求できたことはいまだかつてなかった。われわれは世界中のどのオーケストラにも優る、重厚で緻密なアンサンブルを手に入れたのだ」との発言を残している。一方で、一部の評論家からは音楽の音響面の美しさばかりを追求し、作品の芸術的内容を軽視していると感じられたため、「音楽が大衆に媚びている」「音楽のセールスマン」などと批判されることもあった。しかし、カラヤンの正確さと完璧さの追求はLPレコード時代からその自己演出と相まって一定の評判を得ることに成功し、レコードのセールスと知名度の広がりの面で大きな成功を収めている。
細身の体を黒で統一された服装で包み、白いマフラーを長く垂らせたスタイルでスポーツカーや自家用ジェット機を自在に操る姿はダンディズムに満ち、既成の音楽家のイメージを一新させた。男性モード雑誌から抜け出したようなカラヤンのいでたちは、その作りだす音楽以外の要素でも人目を引いた。指揮者は本来、反射神経を要求する職業であるが、実際にはその激しい動作が笑いの種になってきた歴史があり、その滑稽さを皮肉るカリカチュアも19世紀以来無数に描かれ、マーラー、フルトヴェングラー、チェリビダッケでさえも揶揄の対象にされてきた。しかし、そうした既成の概念を覆すように、カラヤンの動作はスマートで美しく洗練され、目を閉じ手を静かにウェイブする姿は神秘的にすら見せることに成功し、その雰囲気に酔う聴衆も多く存在するようになった。
その美意識はオペラの配役にも及び、1977年のザルツブルク音楽祭で『サロメ』のタイトル・ロールに当時はまだ無名だったヒルデガルト・ベーレンスを起用した際、カラヤンは
「サロメという女は20歳になっていない。従って、若くて細身の魅力ある歌手がいて初めて成立するオペラなのだ」
と語った。オペラという総合芸術の音楽監督が容姿も考慮して歌手を決めたのはカラヤンが最初だといわれ、こうした独自の美学がカラヤンの音楽づくりには徹底されていた。
カラヤンはオーケストラに（長年鍛えられたベルリン・フィルの場合これが顕著であったが）指揮の打点時のずっと後に音を出すことを心がけさせ、非常に重量感のある音を求めていた。また、楽員の集中力や陶酔力を深めるためとして目をつぶって指揮したため、団員ははじめ大いに戸惑ったが、「じきに慣れるさ」の一言で押し通し、事実その通りになった。目を閉じる指揮法については、暗譜での指揮に関しクナッパーツブッシュから「（暗譜で指揮をしないのは）私は楽譜が読めるからだ」と皮肉を言われ、それに対し演奏に集中するための暗譜であることを誇示するために目を閉じるようになったという伝説がある。
カラヤンは当時の同世代の指揮者としては非常に広範なレパートリーを有していた。ベートーヴェンやブラームス、R.シュトラウス、ブルックナーなどのドイツ・ロマン派の音楽や、チャイコフスキー、あるいはモーツァルトのディヴェルティメントやセレナードなどで特に高く評価された。また、ヴェルディやプッチーニなどのイタリア・オペラにはドイツオペラ以上のこだわりを見せ、北欧と英米以外の指揮者が演奏することの珍しいシベリウスやグリーグなど北欧の作品も手がけた。また、シェーンベルク、ベルク、ヴェーベルンなどの新ウィーン楽派の演奏でも高い評価を得た。現代音楽はほぼ演奏しなかったものの、松平頼則の「管弦楽とピアノのための主題と変奏」だけは来日公演時に披露した。
舞踏音楽、序曲、行進曲といったアンコール・ピース的な小品にも手を抜かず熱心で、世界最高クラスの地位にありながらヨハン・シュトラウスをこれだけ繰り返し録音し続けた指揮者というのは、少なくとも彼の世代まではクレメンス・クラウス程度しか存在しなかった。R.シュトラウスとは個人的な知己でアドバイスをもらっており、その作品の演奏も高い評価を得ている。また『メタモルフォーゼン』（23人の弦楽器奏者のための作品）について、シュトラウス本人に後半部で各パートを3人に増やし69人で演奏することを提案し、同意を得ていたが、ベルリン・フィルの室内楽的緻密さによりその演奏方法の実現を可能にした。
1970年にワーグナー『ニュルンベルクのマイスタージンガー』の世界初のステレオによるスタジオ録音を、東西ドイツ統一前のドレスデンで行った（この録音企画の当初の指揮者はサー・ジョン・バルビローリだったが、1968年の「プラハの春」事件に際して、亡命チェコ人であるラファエル・クーベリックが音楽家たちにあてた「東側諸国での演奏自粛」という嘆願書にバルビローリが賛同して、この録音を断った。しかし、カラヤンはその代役を快く引き受けた）。また映像作品にも取り組み、積極的に新しい分野を開拓していった。ヨーロッパのオペラハウスでの原語上演は、カラヤンに始まるといわれている。それ以前はコヴェント・ガーデンやウィーンですら、オペラの現地の言葉での翻訳上演は半ば常識であった。カラヤンの芸術監督時代のウィーン国立歌劇場で始められた原語上演への改革が、その後の今日に至る原語上演の広まりのさきがけとなった。その他の録音・映像として、1982年におけるマーラーの交響曲第9番、1988年におけるブルックナーの交響曲第8番、ザルツブルクにおけるオペラ映像などの実績が見られる。

## ライフスタイル

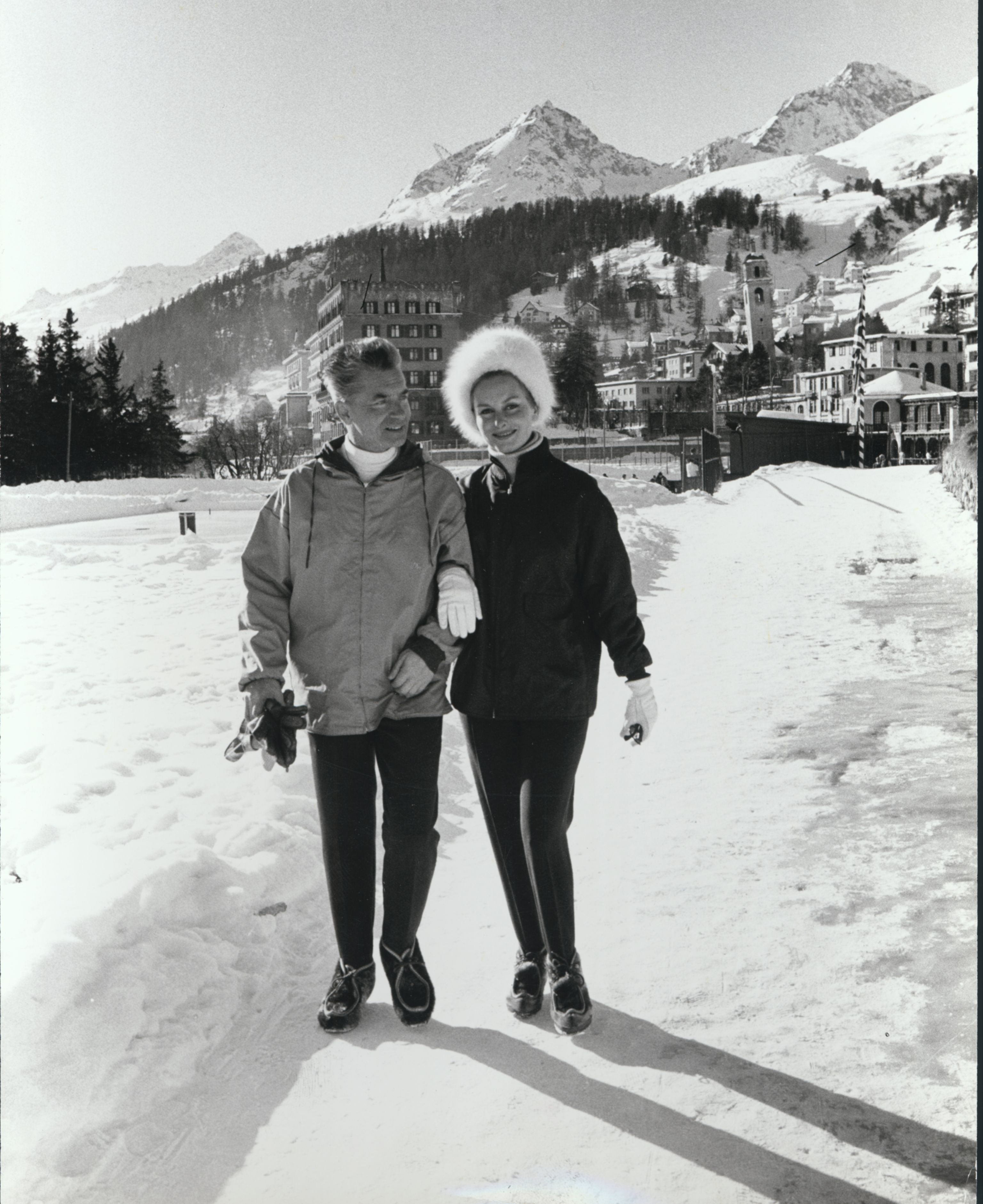
サンモリッツでのカラヤン夫妻（1964年）

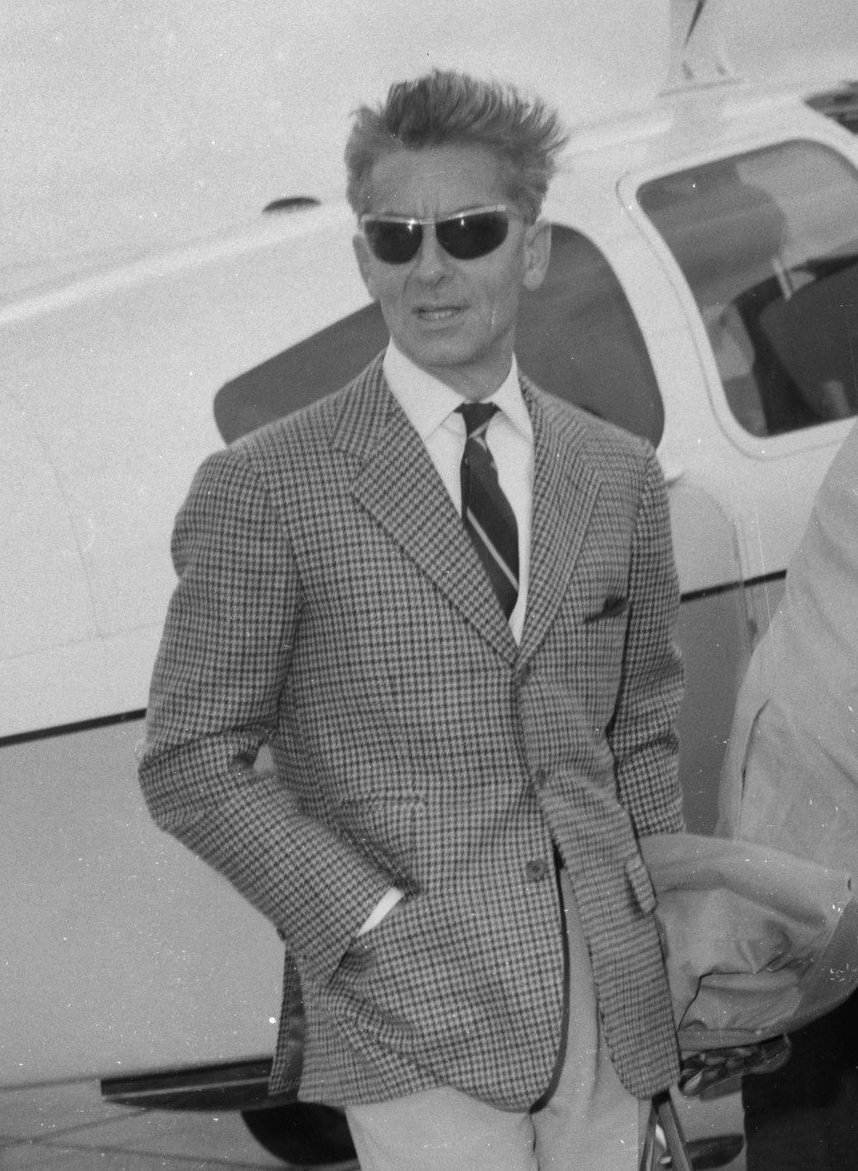
自家用ジェット機から降り立ったカラヤン（1963年）

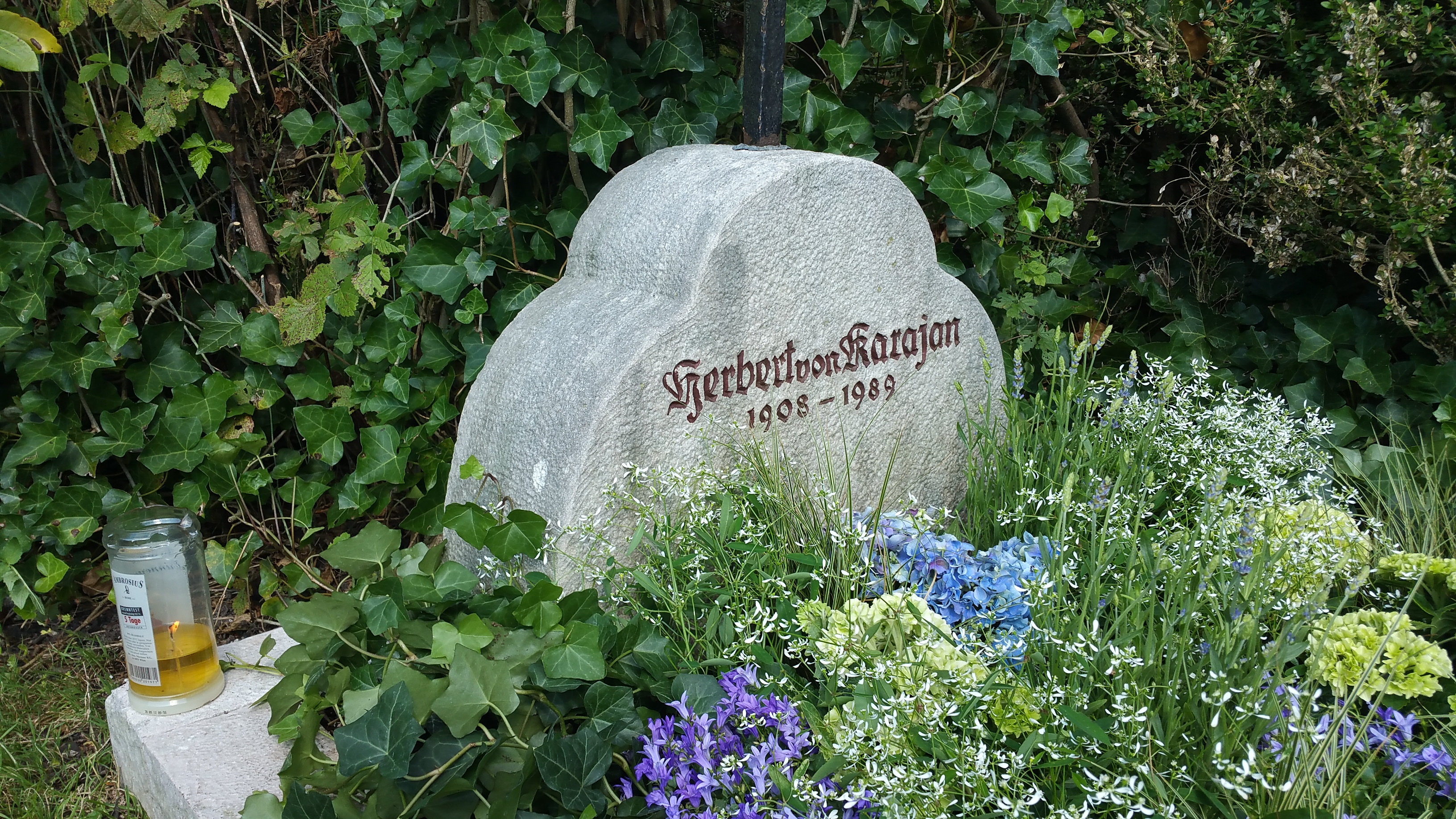
オーストリア・アニフにあるカラヤンの墓

ジェット機を乗り継ぎ世界中を飛び回って活動するという、昨今のスター指揮者の活動様式を始めた最初の一人だった。カラヤン以前には、指揮者は一つ処でオーケストラやオペラハウスの顔という役割をするのが普通であった。また、自家用ジェット機を保有していて、自ら操縦し別荘などへ行っていた。愛機はダッソー ファルコン 10。晩年になり、80歳で期限が切れる飛行機免許の代替としてヘリコプターの免許を取得している。
無類の車好きでありスピード狂としても知られ、様々なスポーツカーや高性能車、高級車を所有し乗り継いでいた。歴代の愛車はメルセデス・ベンツ・300SL、ポルシェ・RSKスパイダー、フェラーリ・275GTB、ロールス・ロイス・ファントムV、フォード・GT40、ランチア・ストラトス、ルノー・5ターボ、ポルシェ・911（ターボおよびカレラRS）、メルセデス・ベンツ・500SEL、アウディ・クワトロなど。特にポルシェは大のお気に入りで、生涯に亘って数多くのスポーツモデルを所有した。オースチン・A90・アトランティックやミニ・クーパーMk2といった、より一般的な小型車も所有したことがあり、また、日本車（スバル・レオーネツーリングワゴン）を友人のスイス人医師にプレゼントしたこともある。運転技術はF1ドライバーのニキ・ラウダ直伝。最晩年には赤いポルシェ・959に乗っていた。エリエッテ夫人は納車された959を見て、「もっとレコードを録音してもらわなきゃね」とジョークを飛ばしていた（DVD『カラヤン・イン・ザルツブルク』にその時の様子が映像収録されている）。オートバイやレーシングヨット、スキーも嗜んでいた。
生前は上記のように外から見ると派手な生活で知られたが、実際には、単にメカ好きで、また合理的であっただけで、人に見せびらかすように贅沢な生活を送っていたわけではない、といった証言もある。自ら地元アニフの教会内に用意し、死後に埋葬された墓地は極めて質素である。死後、ザルツブルク市は遺族に対し豪華な墓地の提供を申し入れたが、エリエッテ夫人は故人の遺志を尊重してそれを断っている。
身長などは正式には公表されていないが、日本人も含め実際に会った多くの人物が「小柄であった」と証言している（情報源によっては身長163cmあるいは173cmなどとされることがある）。一方で、「華奢な体つきとは裏腹に巨大なオーラを纏い」 「指揮台に立つと大きく見える。カリスマ性というのはこういうことか」といった声も上がっている。

## 日本とカラヤン

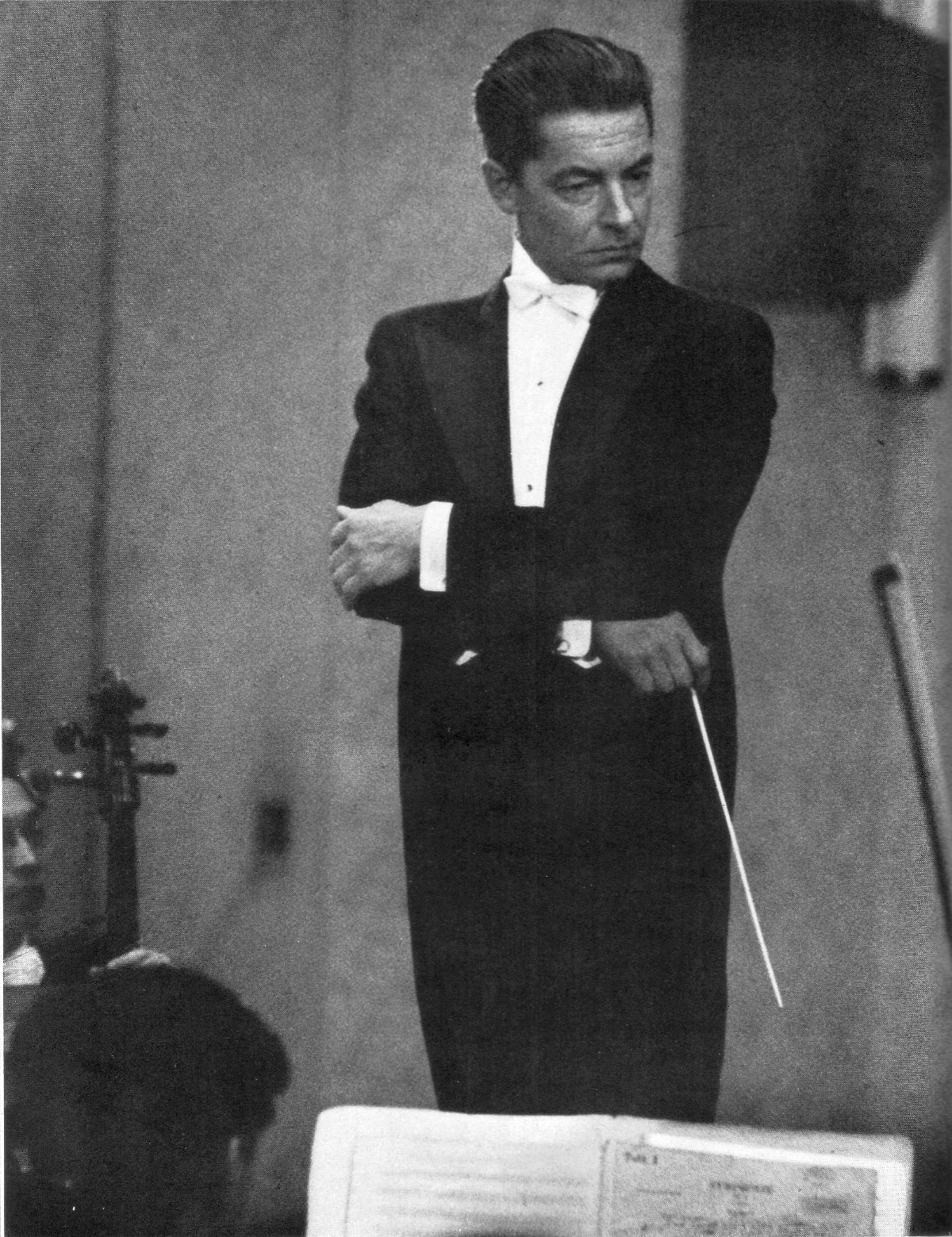
NHK交響楽団を指揮（1954年4月、船山克撮影）

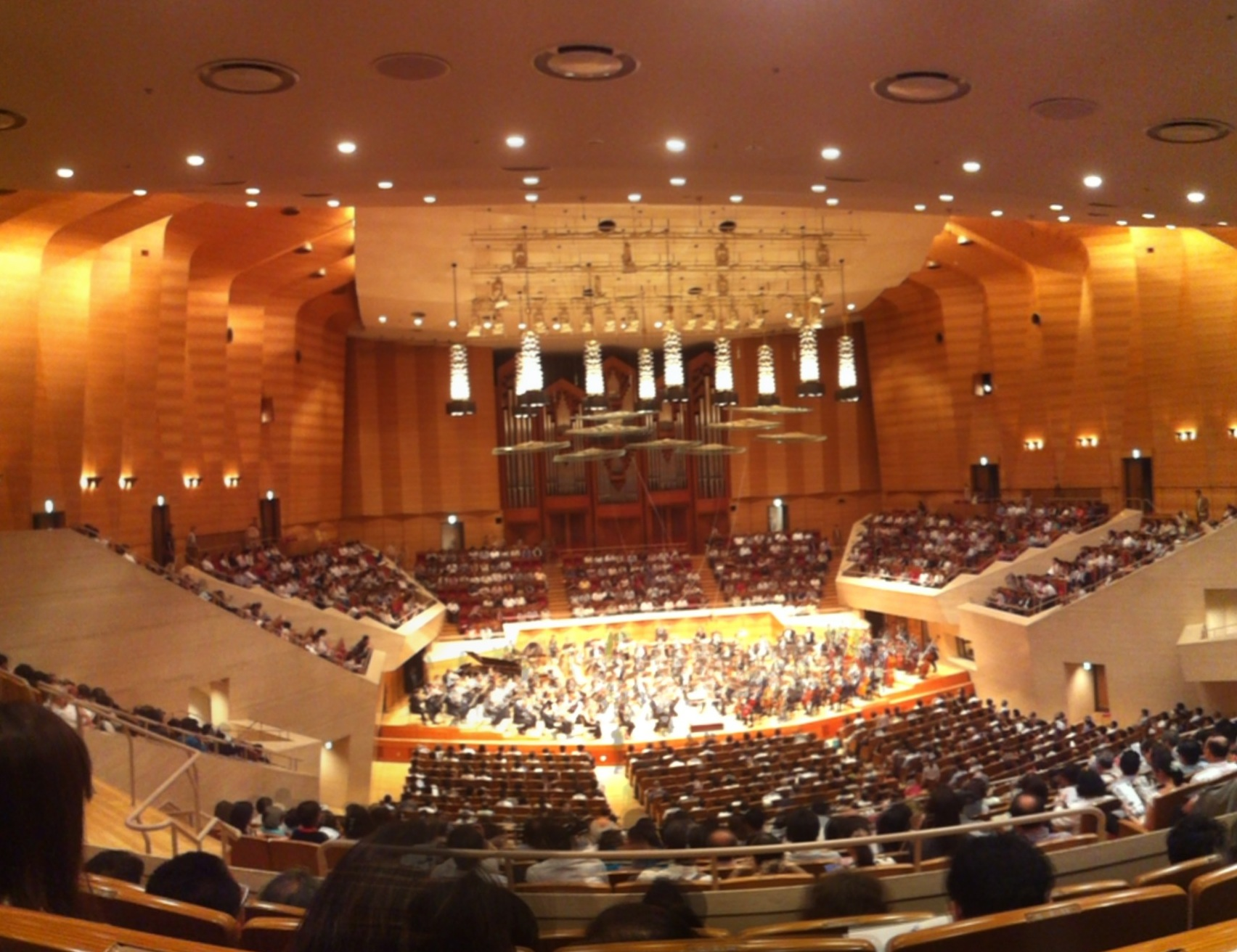
サントリーホール内観（大ホール）

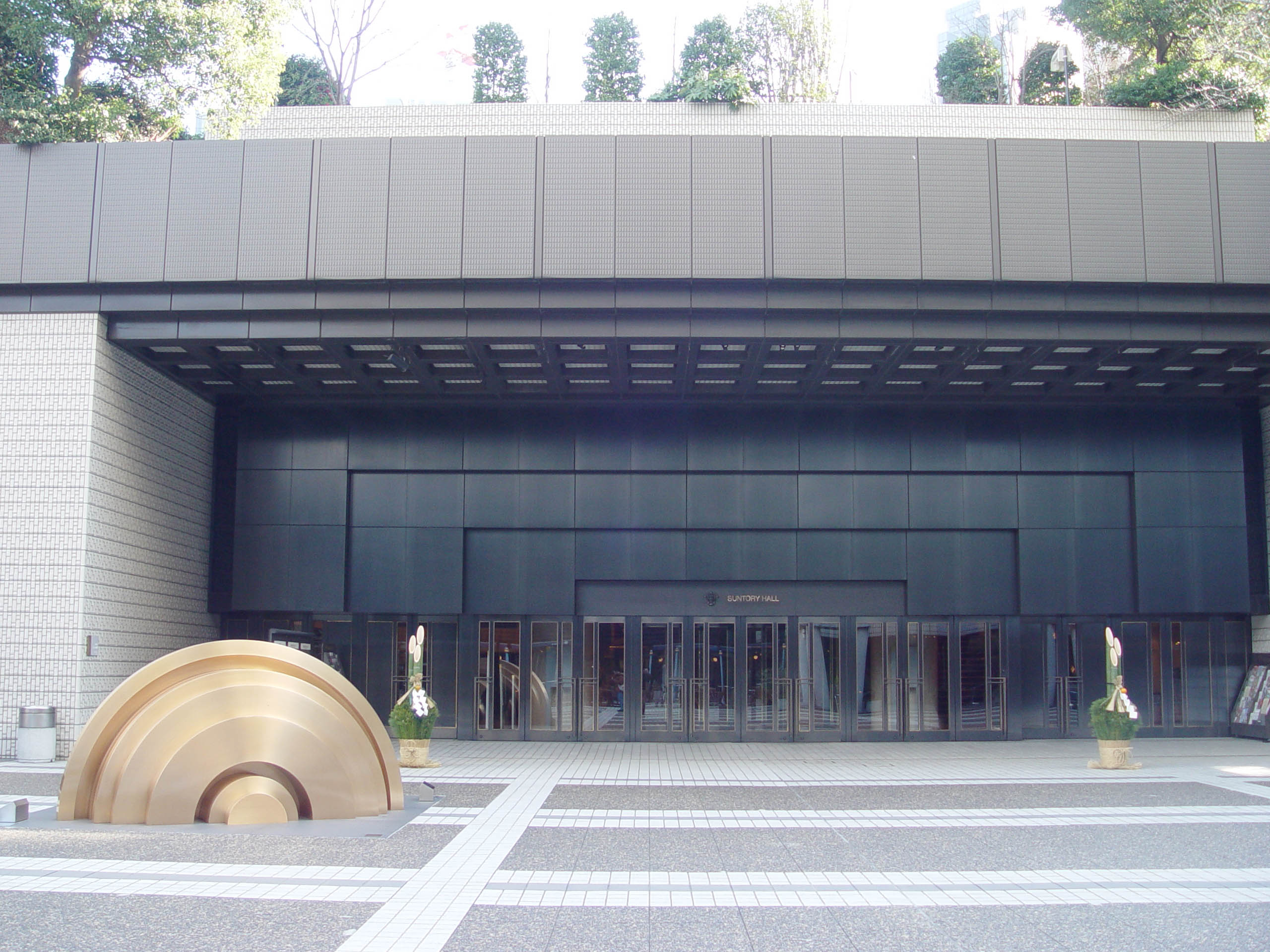
サントリーホール外観（入口付近）

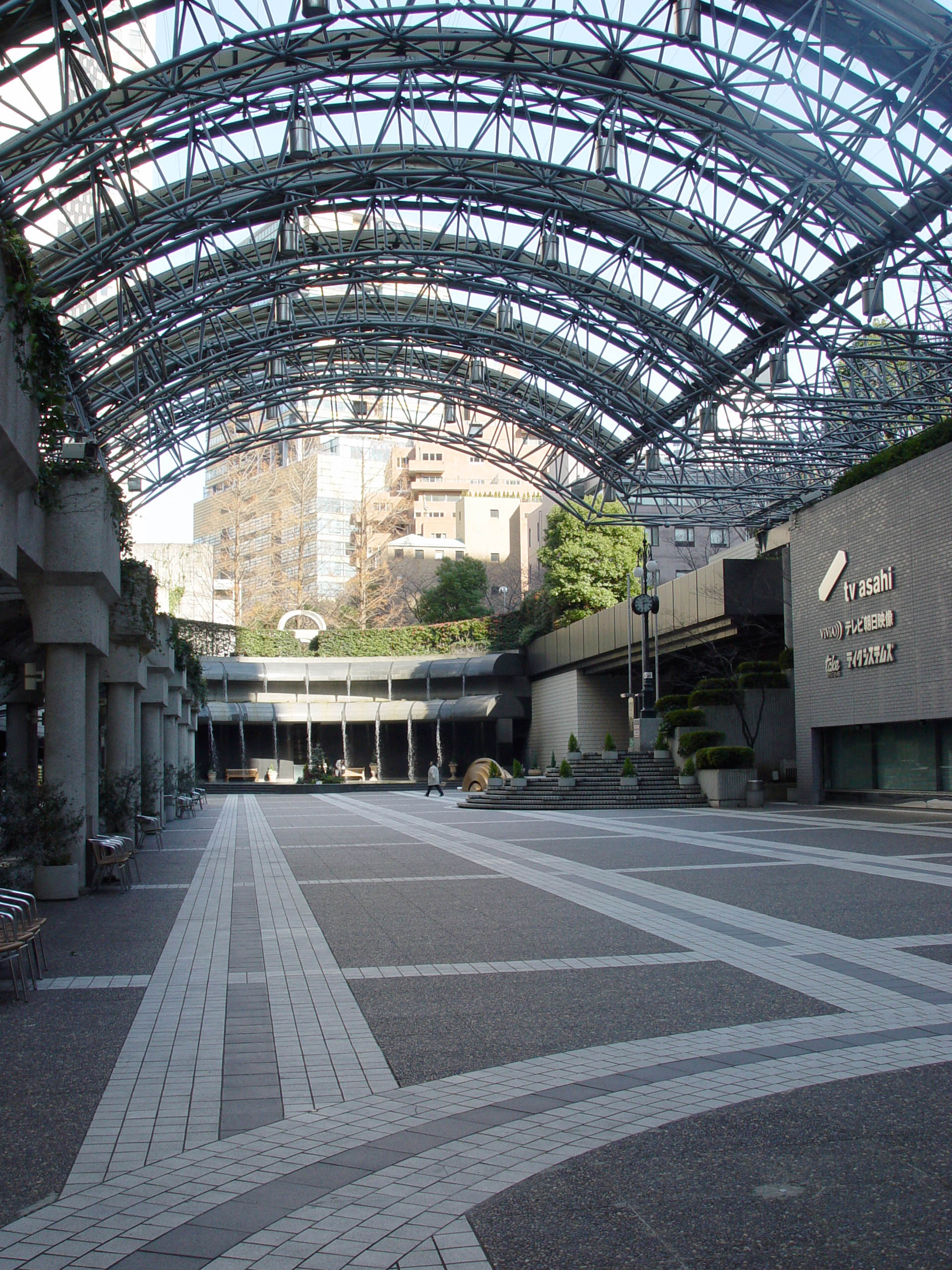
カラヤン広場

日本との関係は古く、1954年の初来日以降、合計11回来日しているほか、予定されていたが実現には至らなかった公演が2回ある。日本でのカラヤンの人気は高く、指揮者の代名詞としてクラシック・ファンのみならず一般大衆もその認知するところであった。中でもカラヤンの『運命』と『未完成』をカップリングしたLPは、カラヤンの死去時点で、日本で約150万枚を売り上げた。
音楽の映画化やビデオ化にも強い関心を示した。1970年に来日した際にはソニーと記者会見を行い、カラヤンが製作する音楽ソフトのビデオ化に協力していくことを発表している。家庭用ビデオデッキであるベータマックスが製品化される5年前の出来事である。
カラヤンは、東京・赤坂にある日本有数のコンサートホールとされるサントリーホールの建設にも設計の段階から携わっている。サントリーホール大ホールは、カラヤンとベルリン・フィルの本拠地であったベルリン・フィルハーモニーをモデルにしており、両ホールはヴィンヤード型と呼称されるタイプのコンサートホールである。サントリーホール建設時の業績を称えて、サントリーホール前（アーク森ビル）の広場が「カラヤン広場」と命名され、今日もその名を刻んでいる。サントリーホールのオープニングを祝う来日公演は、病気でキャンセルを余儀なくされ、弟子である日本人指揮者小澤征爾に代役がゆだねられた。

### 来日公演

#### NHK交響楽団
- 1954年4月7日 - 5月9日。日比谷公会堂、宝塚大劇場などで公演。
単身で初来日。4月2日に到着後、2回の定期演奏会を含む15回の演奏会と2回の放送番組で指揮し、1回の対談番組に出演した。チャイコフスキーの『悲愴』のライブ録音が現存する。
この時、カラヤンは当時の若手指揮者（平井哲三郎、前田幸市郎、石丸寛、外山雄三、三石精一の五人）を対象とした指揮レッスンをN響をモデルに行っている。

#### ベルリン・フィル
- 1957年11月3日 - 11月22日。日比谷公会堂、東京体育館などで公演。最終日の22日(於東京体育館)の後半の演目であるベートヴェンの交響曲第5番「運命」では、NHK交響楽団との合同演奏も実施した。
11月3日の特別演奏会の模様は、2006年にDVDにて発売され、同月4、6日の公演の一部は2008年にCD化されている。
この来日公演の途中でカラヤンは風邪をひいて発熱したために、11月21日の仙台でのコンサートは、同行していた副指揮者のヴィルヘルム・シュヒターが担当したが、翌日には快復して、この日の最終日のコンサート（22日）には無事に復帰した[33]。
- 1966年4月12日 - 5月3日。東京文化会館などで公演。
この時、公演の一部がNHK-FMにてステレオ放送される（そのうち、東京の7公演は全て生放送された。この時、生放送でステレオで聴けた地域は関東、静岡、甲信越のみだった）。また、ラジオ、テレビ（白黒のみ）での放送も多く、「テレビ放送ではカラヤンをもっと写せという視聴者の声が殺到した」という記事で週刊誌まで賑わすほどで、「カラヤン・ブーム」を巻き起こしたという[33]。この公演より、放送条件の契約事項として、放送されたビデオ・テープは放送後全て、前述のコスモテル社に返却されることとなる。しかし、この時収録されたもののうち、ベートーヴェンの『コリオラン』序曲のみは後に教育テレビ『1966年音楽ハイライト』でも放送され、その際保存用として残していたキネレコ映像が唯一NHKアーカイブスに残されていたため、この映像と音声はDVD化された[33]。
- 1970年5月8日 - 5月22日。東京文化会館、日比谷公会堂、フェスティバルホールで公演。
- 1973年10月25日 - 11月4日。NHKホール、フェスティバルホールで公演。
この時、公演のほとんどがNHK-FMにてステレオ生放送されたが、放送条件として、放送する各公演はFMだけの生放送の1回のみで、音声録音およびそれを使った放送は禁止ということで、FMおよびAMラジオでの再放送は一切なかった。また、NHKは2公演分のテレビ収録および放送（全てカラー、モノラル音声）を行ったものの、契約により、これらのビデオ・テープも放送後、前述のコスモテル社に返却されることとなった[33]。
- 1977年11月6日 - 11月18日。フェスティバルホール、普門館で公演。
普門館ではベートーヴェンの交響曲ツィクルスを行ったが、これはカラヤンの生涯最後のベートーヴェン・ツィクルスだった。
- 1979年10月16日 - 10月25日。普門館で公演（この全公演の内5回の公演を、NHKがPCMデジタルにて収録した）。
1970年代に日本でのカラヤン人気が最高潮に達し、聴衆をより多く入れるために、5,000人収容の普門館が一時期東京での公演場所となったが、その音響をよりよくするため、1979年の来日公演ではザルツブルク祝祭大劇場の音響技術者をあらかじめ派遣し、反響板の変更が行われた[34]。
1979年公演での第九（10月21日に演奏）はNHK初のデジタル回線により生中継された。
- 1981年10月28日 - 11月8日。東京文化会館、NHKホールで公演。
TBSにより、来日公演の様子がテレビ中継された。
- 1984年10月18日 - 10月24日。東京文化会館、普門館、ザ・シンフォニーホールで公演。
  - 10月18日 ザ・シンフォニーホール
    - モーツァルト：ディヴェルティメント第15番
    - リヒャルト・シュトラウス：交響詩『ドン・ファン』
    - レスピーギ：交響詩『ローマの松』

  - 10月19日 ザ・シンフォニーホール
    - ドビュッシー：交響詩『海』、牧神の午後への前奏曲
    - ラヴェル：『ダフニスとクロエ』第2組曲

  - 10月21日 東京文化会館
    - 10月18日の公演に同じ

  - 10月22日 普門館
    - ベートーヴェン：交響曲第6番『田園』、交響曲第5番『運命』

  - 10月23日 普門館
    - ブラームス：交響曲第3番、交響曲第1番

  - 10月24日 普門館
    - 10月19日の公演に同じ

10月18日のザ・シンフォニーホールでの公演が朝日放送により放送された。2007年12月にDVD化。
- （1986年10月28日 - 10月30日。サントリーホール・オープニングコンサートの一環）
  - 10月28日 サントリーホール
    - リヒャルト・シュトラウス：メタモルフォーゼン、交響詩『英雄の生涯』

  - 10月29日 サントリーホール
    - シューベルト：交響曲第8番『未完成』
    - ベートーヴェン：交響曲第3番『英雄』

  - 10月30日 サントリーホール
    - モーツァルト：ディヴェルティメント第17番
    - ブルックナー：交響曲第9番

1986年の来日公演は病気によりキャンセル（代役は小澤征爾で、曲目も変更された）。
- 1988年4月29日 - 5月5日。ザ・シンフォニーホール、東京文化会館、サントリーホールで公演。
  - 4月29日 ザ・シンフォニーホール
    - モーツァルト：交響曲第29番
    - チャイコフスキー：交響曲第6番『悲愴』

  - 4月30日 ザ・シンフォニーホール
    - ベートーヴェン：交響曲第4番
    - ムソルグスキー～ラヴェル編：組曲『展覧会の絵』

  - 5月2日 サントリーホール
    - 4月29日の公演に同じ

  - 5月4日 東京文化会館
    - ベートーヴェン：交響曲第4番
    - ムソルグスキー～ラヴェル編：組曲『展覧会の絵』

  - 5月5日 サントリーホール
    - モーツァルト：交響曲第39番
    - ブラームス：交響曲第1番

東京公演がNHK-FMで生放送された。その3公演は、NHKのマスターテープを元に2008年にCD化されている。

#### ウィーン・フィル
- 1959年10月27日 - 11月7日　当時のNHKホール(内幸町)、日比谷公会堂、フェスティバルホールなどで公演。
この時の一部公演が、NHKエンタープライズよりCDまたはDVD化されている。
ウィーン・フィルとの来日公演はこの時だけ。1990年2月に、東京と大阪での計4回予定されていた来日公演（『レコード芸術』1989年8月号）は、死によって幻となった。

## CDとカラヤン
CD（コンパクトディスク）の記録時間「74分」は、カラヤンが決めたという俗説がある。CDの開発元であるオランダのフィリップス社から記録時間はどれくらいがよいかと問われたとき、カラヤンは「ベートーヴェンの第九が入るようにしてほしい」と要望し、それが通ったという説である。実際は、CDの直径を決める際、当時普及していたカセットテープの対角線の長さである11.5cmを主張したフィリップスと、12cmを主張したソニーとで意見が大きく分かれ、当時ソニーの重役であった大賀典雄が調査の末、74分収録できればたいていの交響曲およびオペラの1幕はCD1枚に収まるという結果を得て、それを根拠にした。前者ならば録音時間は60分、後者ならば74分録音できることになる。カラヤンの影響については、大賀自身が自著で否定している。1981年のザルツブルク復活音楽祭で、ヘルベルト・フォン・カラヤン財団が、ソニー、フィリップス、ポリグラム・グループと協力し、急遽、CDの生産に踏み切ると発表している。
カラヤンの没後も、生前は発売が許可されなかった録音や、デジタルリマスタリングを施したもの、あるいはザルツブルク音楽祭でのライブや放送録音の発掘などで新リリースが相次いでいる。中でも、1995年に発売された『アダージョ・カラヤン』はラテン系諸国を中心に大ヒットを記録した。2006年には、FIFAワールドカップを記念して、商品としては未CD化であった「ヨーロッパ国歌集 ザ・アンセム・アルバム（オリジナルLPは1972年の「ヨーロッパ連合国歌集」）」がギリシャ国歌とデンマーク王家の歌である「クリスチャン王は高き帆柱の傍に立ちて」を追加してリリースされた。また、同年には1957年（ベルリン・フィル）と1959年（ウィーン・フィル）の日本公演を収めたDVDがリリースされた。2007年12月には1984年10月の大阪公演（『ローマの松』ほか）のDVDが発売された。2008年には、晩年の日本・イギリスでの公演などライブ録音のCD・DVDが多数発売された。2010年には、1977年の普門館での公演のCDが発売された。

## エピソード
- 音楽学校に入る前にウィーンの工科大学で2年間学ぶなど、メカやテクノロジーに対して造詣が深かった[25]。新しいもの好きで、録音技術や映像技術への関心は極めて高く、録音技術が進歩する度に得意のレパートリーを再録音した。中でもベートーヴェン交響曲全集、ブラームス交響曲全集、チャイコフスキーの交響曲第6番「悲愴」などは、何度も再録音を繰り返した。また、映像についても自らのレーベル「テレモンディアル」を設立し、自らの主要レパートリーの映像化を成し遂げた。
- ヨガや瞑想を習慣にしており、弓術と禅を基に日本文化について記された『弓と禅』（オイゲン・ヘリゲル著）を愛読していた[25]。指揮の境地を、禅の境地に例えてスピーチしたこともあった。また、「歌舞伎はわたしの理想だ。完璧ならば、何も変える必要はないはずだ」とも述べ、クラシック音楽と日本芸道の「形」（型）に共通性を見出していたという[38]。
- 1959年、ベルリン・フィルに、東京芸術大学卒のヴィオラ奏者土屋邦雄を日本人初の団員として迎えた。土屋は2001年まで在籍した。
- 1983年に、日本人初のベルリン・フィルのコンサートマスターとして安永徹を選んだ。コンサートマスターのオーディション曲は、リヒャルト・シュトラウスの交響詩『ツァラトゥストラはかく語りき』などだった。
- 若手指揮者の育成にも積極的で、小澤征爾、マリス・ヤンソンス、オッコ・カム、高関健、クリスティアン・ティーレマン、山下一史などを輩出した。
- 1975年頃、日本人のみならず東洋人として初のウィーン国立歌劇場の団員として採用された高島一恵は東洋人団員の前例が無いことから、団員やスタッフから酷いいじめや偏見に遭って悩んでいたが、当時、指揮者の世界最高権威であったカラヤンが高島を評価したことで、高島への攻撃がぴたりと止んだ。カラヤンは高島にとっていじめや偏見から救ってくれた恩人的存在となる。
- カラヤンの通訳兼秘書を務め、プライベートでも家族ぐるみの付き合いであった眞鍋圭子は、「シャイな方」で、「人に喋らせて笑っている方が好きでした。口ベタでお話上手ではなかった」と話している[25]。
- アドルフ・ヒトラーとは顔見知りであった。カラヤンはドイツの降伏の6週間前にイタリアでの指揮活動のためにドイツを脱出していた。

## 追憶

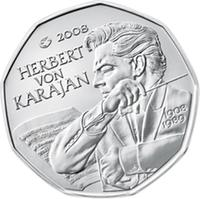
オーストリア発行の5ユーロ硬貨のカラヤンの図柄(2008年)

ザルツブルクの旧ジークムント広場 (Sigmundsplatz) がヘルベルト・フォン・カラヤン広場 (Herbert-von-Karajan-Platz) と改称され、1996年9月19日、ウィーン国立歌劇場の脇の広場がヘルベルト・フォン・カラヤン広場と命名された。
ベルリン・ティアガルテン地区、フィルハーモニーホールの面するマタイキルヒ通り（Matthäikirchstraße）はヘルベルト・フォン・カラヤン通り(Herbert-von-Karajan-Straße)に改称された。
ザルツブルク空港で、ターミナルの一つが、カラヤンの飛行機好きにちなみ「ヘルベルト・フォン・カラヤン・ジェネラル・アビエーション・ターミナル」と命名された。
1991年6月13日、当時のオーストリアの500シリング記念硬貨が発売された。銀貨で、35万枚を発行。表面には肖像と自筆の署名が刻まれ、裏面はザルツブルク祝祭大劇場の外観を描いている。
釧路で日本人によって発見された太陽系の小惑星が、2007年9月26日、「カラヤン」と命名された。

1999年7月16日、カラヤンの10年目の命日に、ベルリン・フィル後任のクラウディオ・アバドがザルツブルク大聖堂でモーツァルトのレクイエムを演奏し、故人を偲ぶ機会を持った。

## 栄誉
- 1960年 - イタリア共和国功労勲章
- 1977年 - エルンスト・フォン・ジーメンス音楽賞
- 1984年 - エドゥアルト・ライン財団名誉リング

## 関連文献
- 前田幸市郎他『音楽芸術　カラヤンの指導を受けて』 音楽之友社　1954年
- エルンスト・H.ホイサーマン『カラヤン 人と芸術』猿田悳訳　東京創元社　1971年
- カール・レーブル『カラヤンの世界』猿田悳訳　朝日出版社　1971年
- フリードリヒ・ヘルツフェルト『ヘルベルト・フォン・カラヤン』両角正司訳　朝日出版社　1971年
- 黒田恭一『カラヤン・カタログ303 盤歴カラヤン』音楽之友社　1976年
- ポール・ロビンソン『カラヤン 奇跡の人』横山一雄訳　音楽之友社　1977年
- 『カラヤン ベルリンフィルとともに』門馬直美編、TBSブリタニカ　1981年
- 『ザ・オーケストラ 帝王カラヤンとベルリン・フィルの全貌』ディーター・ブルーム写真 エマーヌエル・エッカルト文 礒山雅訳　インターフェース　1984年
- ロベルト・C・バッハマン『カラヤン―栄光の裏側に』横田みどり訳、音楽之友社、1985年
- ロジャー・ヴォーン『カラヤン―帝王の光と影』堀内静子訳、時事通信社、1987年
- ヴェルナー・テーリヒェン『フルトヴェングラーかカラヤンか』高辻知義訳、音楽之友社、1988年／中公文庫、2021年
- 『カラヤン 自伝を語る』フランツ・エンドラー編、吉田仙太郎訳、白水社、1989年、新版2011年
- アレクサンダー・ヴィテシュニク『カラヤン、ウィーン・フィルとの旅』芦沢ゆりあ訳　まほろば書房　1991年
- 藤井康男『カラヤンの帝王学 頂点を極めた男の愛と野望』経済界　1991年
- リチャード・オズボーン『カラヤンの遺言』高橋伯夫訳　JICC出版局　1991年
- H.ゲッツェ,W.ジーモン編『ことばの止むところに… カラヤンの音楽を語る』水上尚子訳　シュプリンガー・フェアラーク東京　1991年
- 木之下晃『巨匠カラヤン 写真集』朝日新聞社　1992年
- 『カラヤン全軌跡を追う』音楽之友社　1996年
- ノーマン・レブレヒト『巨匠神話 だれがカラヤンを帝王にしたのか』河津一哉・横佩道彦訳　文藝春秋　1996年
- 『カラヤン ウィーン楽友協会合唱団との40年 写真集』ペーター・アルトマン構成 名雲淳子訳　アルファベータ　1997年
- 森芳久『カラヤンとデジタル こうして音は刻まれた』ワック 1997年、改訂版1998年
- 安斎浩市『カラヤンの謎 「超」音楽伝説 「アダージョ・カラヤン」はなぜ、売れたのか!?』本の森出版センター 1997年
- 『対決!カラヤンv.s.バーンスタイン』音楽出版社　1997年　CDジャーナルムック
- 『クラウス・ラング『カラヤン調書』村上彩訳　アルファベータ　1998年
- リチャード・オズボーン『ヘルベルト・フォン・カラヤン』木村博江訳、白水社、2001年
- クラウス・ウムバッハ『金色のソナタ―音楽商業主義の内幕』西原稔・玉川裕子訳、音楽之友社、1994年
- 『カラヤン 全軌跡を追う―レコーディング587タイトル完全ディスコグラフィ Ontomo mook』音楽之友社、
- 『カラヤンとウィーン国立歌劇場 ひとつの時代の記録』フランツ・エンドラー、カール・ミヒャエル・フリットフム解説、浅野洋訳、アルファベータ　2002年
- 中川右介『カラヤンとフルトヴェングラー』幻冬舎新書 2007年
- 宮下誠『カラヤンがクラシックを殺した』光文社新書 2008年
- 中川右介『カラヤン帝王の世紀 孤高の天才指揮者、波乱の100年』宝島社新書 2008年
- 中川右介『カラヤン帝国興亡史 史上最高の指揮者の栄光と挫折』幻冬舎新書 2008年
- 『カラヤンとともに生きた日々 エリエッテ・フォン・カラヤン回想記』松田暁子訳　アルファベータ　2008年
- 中広全延『カラヤンはなぜ目を閉じるのか 精神科医から診た"自己愛"』新潮社　2008年
- 川口マーン惠美『証言・フルトヴェングラーかカラヤンか』新潮選書 2008年
- 『ヘルベルト・フォン・カラヤン』Tokyo FM出版　2008年　地球音楽ライブラリー
- 板倉重雄『カラヤンとLPレコード』アルファベータ　2009年
- ユルゲン・オッテン／ピエール=アンリ・ヴェーラック編『ヘルベルト・フォン・カラヤン写真集』松村哲哉訳　ヤマハミュージックメディア　2012年
- 吉田秀和『カラヤン』河出文庫、2019年（新編）